# Dandenong Valley Highway
Der Dandenong Valley Highway ist eine Straßenverbindung durch die südöstlichen Vororte von Melbourne im Süden des australischen Bundesstaates Victoria. Er verbindet den Mountain Highway in Bayswater (Melbourne) mit dem Nepean Highway in Frankston. Der Highway ist meist nicht als solcher ausgeschildert, sondern trägt örtliche Straßennamen.
Das Verkehrsaufkommen ist über die Jahre stetig gewachsen. Flaschenhälse haben sich vor allen Dingen am Burwood Highway, an der Ferntree Gully Road, an der Wellington Road, am Princes Highway und an der Thomsons Road ergeben. Seit der EastLink, der in nur ca. 2 km Abstand westlich parallel zum Dandenong Valley Highway verläuft, am 29. Juni 2008 eröffnet wurde, hat das Verkehrsaufkommen auf dem Highway wesentlich abgenommen.

## Verlauf
Der Dandenong Valley Highway beginnt am Nepean Highway (S3) im Ortszentrum von Frankston. Parallel zur Eisenbahnlinie nach Frankston führt er als zweispurige Straße nach Nordosten zum Frankston Freeway (S11). Von dort führt er als vierspurige Schnellstraße mit Mittelstreifen weiter nach Nordosten nach Dandenong, dessen Innenstadt der Highway zur als vierspurige Straße ohne Mittelstreifen durchquert. Nach Verlassen der Stadt besitzt der Highway wieder einen Mittelstreifen und führt nach Norden durch die Vororte Rowville und Scoresby sowie am Knox Shopping Centre in Wantirna South vorbei. An der Boronia Road in Wantirna wird der Highway zweispurig und endet am Mountain Highway (S28) in Bayswater.

### Straßennamen
Der Dandenong Valley Highway verläuft entlang von Straßen, die nicht als Highway, sondern als normale Straßen beschildert sind. Dies sind:
- Stud Road (von Bayswater nach Dandenong)
- Foster Street (im Stadtzentrum von Dandenong)
- Lonsdale Street (Princes Highway) (im Stadtzentrum von Dandenong)
- Dandenong-Frankston Road (von Dandenong nach Frankston North)
- Dandenong Road West (von Frankston North nach Frankston)
- Fletcher Road (im Ortszentrum von Frankston)

## Wichtige Kreuzungen und Anschlüsse
| Dandenong Valley Highway |                                |                                                                                |
| Anschlüsse Richtung Norden | Entfernung nach Dandenong (km) | Anschlüsse Richtung Süden                                                      |
| Ampelkreuzung (im Uhrzeigersinn von Highway aus) Mountain Highway nach Wantirna Waldhem Road Mountain Highway nach Bayswater |                                |                                                                                |
| Ende Stud Road (Dandenong Valley Highway) | --                             | Beginn Stud Road (Dandenong Valley Highway)                                    |
| Wantirna, Ringwood Boronia Road Boronia Boronia Road | --                             | Boronia Boronia Road Wantirna Boronia Road                                     |
| Wantirna, Ringwood Boronia Road Boronia Boronia Road | --                             | weiter als                                                                     |
| Wantirna South (Knox City Shopping Centre) | --                             | Wantirna South (Knox City Shopping Centre)                                     |
| zur ; Melbourne, Ferntree Gully, Belgrave Burwood Highway | --                             | Ferntree Gully, Belgrave, Burwood, Melbourne; zur Burwood Highway              |
| zur ; Glen Waverley, Wantirna South High Street Road | --                             | Ferntree Gully, Glen Waverley zur High Street Road                             |
| Scoresby | --                             | Scoresby                                                                       |
| zur ; Oakleigh, Ferntree Gully Ferntree Gully Road | --                             | Ferntree Gully, Oakleigh; zur Ferntree Gully Road                              |
| Ferntree Gully Kelletts Road | --                             | Lysterfield Kelletts Road                                                      |
| Rowville | --                             | Rowville                                                                       |
| zur ; Mulgrave, Oakleigh Wellington Road Lysterfield, Emerald Wellington Road | --                             | Lysterfield, Emerald Wellington Road zur ; Mulgrave, Oakleigh, Wellington Road |
| Endeavour Hills Bergins Road | --                             | Endeavour Hills, Doveton Bergins Road                                          |
| Brady Road | --                             | Brady Road                                                                     |
| Warragul, Traralgon Monash Freeway | --                             | Warragul, Traralgon Monash Freeway                                             |
| Chadstone, Melbourne Monash Freeway | --                             | Chadstone, Melbourne Monash Freeway                                            |
| Noble Park, Endeavour Hills Heatherton Road | --                             | Endeavour Hills, Noble Park Heatherton Road                                    |
| David Street | --                             | David Street                                                                   |
| Dandenong, Doveton Clow Street | --                             | Doveton, Dandenong Clow Street                                                 |
| weiter als Stud Road | --                             | weiter als Foster Street                                                       |
| Dandenong | 0.0                            | Dandenong                                                                      |
| weiter als Foster Street | --                             | Ende Foster Street                                                             |
| Ampelkreuzung (im Uhrzeigersinn von Dandenong aus) Lonsdale Street (Princes Highway) nach Berwick und Frankston Foster Street (Cheltenham Road) nach Keysborough und Mentone Lonsdale Street (Princes Highway) nach Oakleigh und Melbourne               |                                |                                                                                |
| | --                             | zusammen mit Lonsdale Street (Princes Highway)                                 |
| Webster Street | --                             | Webster Street                                                                 |
| zusammen mit Lonsdale Street (Princes Highway) | --                             |                                                                                |
| Ampelkreuzung (im Uhrzeigersinn von Frankston aus) Lonsdale Street (Princes Highway) nach Dandenong und Rowville Lonsdale Street (Princes Highway) nach Berwick und Warragul                                                                             |                                |                                                                                |
| Ende Dandenong-Frankston Road | --                             | weiter als Dandenong-Frankston Road                                            |
| EISENBAHNLINIE INS GIPPSLAND | --                             | EISENBAHNLINIE INS GIPPSLAND                                                   |
| zur ; Keysborough, Berwick Dandenong Bypass | --                             | Cranbourne, Keysborough; zur Dandenong Bypass                                  |
| zur ; Mordialloc, Narre Warren Greens Road | --                             | Narre Warren, Mordialloc; zur Greens Road                                      |
| Abbotts Road | --                             | Abbotts Road                                                                   |
| zur ; Carrum, Keysborough; Cranbourne, Berwick Thompsons Road | --                             | Cranbourne, Patterson Lakes, Carrum; zur Thompsons Road                        |
| zur Lathams Road Carrum Downs, Cranbourne Hall Road | --                             | Carrum Downs Hall Road zur Lathams Road                                        |
| Seaford Seaford Road Skye Ballarto Road | --                             | Skye Ballarto Road Seaford Seaford Road                                        |
| Flinders, Portsea Peninsula Link im Bau | --                             | Flinders, Portsea Peninsula Link im Bau                                        |
| zur ; Mordialloc, Melbourne Peninsula Link im Bau | --                             | zur ; Mordialloc, Melbourne Peninsula Link im Bau                              |
| Flinders, Portsea Frankston Freeway über Skye Road | --                             | Flinders, Portsea Frankston Freeway über Skye Road                             |
| zur ; Mordialloc, Melbourne Frankston Freeway | --                             | zur ; Melbourne Frankston Freeway                                              |
| weiter als Dandenong-Frankston Road | --                             | Ende Dandenong-Frankston Road                                                  |
| Ampelkreuzung und Bahnübergang (im Uhrzeigersinn vom Frankston Freeway aus) Skye Road Dandenong Road East EISENBAHNLINIE NACH FRANKSTON Dandenong Road (Dandenong Valley Highway) nach Frankston Overton Road zum Nepean Highway Wells Road nach Seaford |                                |                                                                                |
| Ende Dandenong Road | --                             | weiter als Dandenong Road                                                      |
| weiter als Dandenong Road | --                             | Young Street                                                                   |
| Young Street | --                             | weiter als Fletcher Road                                                       |
| Kreisverkehr (im Uhrzeigersinn von der Dandenong Road aus) Fletcher Road nach Cranbourne und Flinders Parkplatz des Bayside Shopping Center Fletcher Road zum Nepean Highway                                                                             |                                |                                                                                |
| Beginn Fletcher Road (Dandenong Valley Highway) | --                             | Ende Fletcher Road (Dandenong Valley Highway)                                  |
| Ampelkreuzung (im Uhrzeigersinn vom Highway aus) Nepean Highway nach Mornington und Portsea Nepean Highway nach Mordialloc und Melbourne |                                |                                                                                |